# Monge de Montaudon
(Lo) Monge de Montaudo(n), in italiano il Monaco di Montaudon, al secolo Pèire de Vic (Vic-sur-Cère, ... – ...; fl. 1193-1210), è stato un trovatore e monaco cristiano francese, originario dell'Alvernia, dove entrò nell'ordine dei benedettini intorno al 1180.
Secondo la sua vida, compose "distici mentre si trovava nel monastero e sirventesi su soggetti che erano popolari nella regione"

## Vita
Il Monge richiede e riceve la prioria di Montaudon dall'Abate di Aurillac. Montaudon può essere identificato con Montauban o forse con un Mons Odonis a sud-est di Clermont. Diviene così popolare nell'ambito della nobiltà locale che viene prelevato dal suo monastero e messo al loro servizio, ricevendo in cambio onori e donazioni. In questo modo migliorò enormemente lo stato del priorato e, dietro sua richiesta, l'abate lo sciolse dalla sua vocazione monastica consentendogli così di seguire Alfonso II di Aragona, di cui era vassallo il visconte di Carlat e signore di Vic. Questo è quanto si legge nella sua vida; può avere semplicemente abbandonato gli ordini sacri. I riferimenti interni alle sue poesie fanno trasparire un esteso "vagabondaggio", per il Périgord, Languedoc e Catalogna, e anche il mecenatismo di Dalfi d'Alvernha e Maria de Ventadorn.
Alla corte di Alfonso, secondo la sua vida, non mangia carne, corteggia le donne e compone canzoni e poesie. Al ritorno viene nominato signore della società poetica di Puy Sainta Maria (Puy-Sainte-Marie) a Le-Puy-en-Velay (Podium Aniciense) e riceve in premio uno sparviero, che la società gli conferisce per la superba poesia. In base a quanto leggiamo nella sua vida, egli tenne la "sovranità" della "corte di Puy" (cour du Puy) fino all sua estinzione.
Successivamente arriva nel Rossiglione, dove diventa priore del priorato benedettino di Saint-Pierre de Belloc, nei pressi di Villafranca, anche se questa fondazione non era, contrariamente a quanto si afferma nella sua vida, alle dipendenze di Aurillac. Egli diceva di avere "arricchito e migliorato [la prioria]" prima di "terminarvi i suoi giorni".

## Canzoni

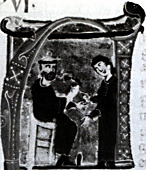
Il monaco riceve uno sparviero (bianco e appollaiato sul suo braccio) come premio per la sua poesia.

La prima canzone del Monge che può essere datata con attendibilità si riferisce alla prigionia di Riccardo I d'Inghilterra in Austria (1192–1194). Anche se ci sono pervenute sette delle sue cansos, egli era molto meglio conosciuto per i generi che probabilmente ha inventato lui stesso: l'enueg e il plazer. Ha scritto quattro enuegz, tra cui: Be m'enuejan, per saint Marsal e Be m'enueja, per saint Salvaire. Le sue cansos sono  "ricche di metafore feudali".
Tra gli altri lavori del Monge si trovano Mout me platz deportz e gaieza e Be m'enueia, s'o auzes dire. Ha scritto tenzones immaginarie con Dio (come in Lautrier fui en paradis). Intorno al 1192–1194 scrive Pos Peire d'Alvernh' a chantat, una famosa parodia di una satira di Peire d'Alvernha. In essa oltraggia i suoi contemporanei, quali Arnaut Daniel, Arnaut de Maruelh, Folchetto di Marsiglia, Gaucelm Faidit, Guilhem Ademar, Guillem de Saint-Didier, Peire Vidal, Peirol, Raimon Jordan e Raimon de Miraval. Delle sue melodie ne restano due. Una di queste, la musica per l'enueg Fort m'enoja, so auzes dire venne presa in prestito da un sirventese, Rassa, tan creis e mont, di Bertran de Born: il solo "brano musicale" di Bertran pervenutoci. Soltanto una melodia dello stesso Monge — per una canso intitolata Ara pot ma dona saber — sopravvive. Ciò nonostante, questo pezzo unico è caratterizzato dalla variazione del fraseggio e dalla trasformazione del motivo, con un finale inaspettato.
La poesia S'eu vos voill tan gen lauzar venne aggiunta ad altre quattro dal Monge nel XIII secolo, ma probabilmente è un lavoro di Jausbert de Puycibot.

### Componimenti[15]

#### Cansos
- Aissi com cel qu'a estat ses seignor[16]
- Aissi com cel qu'a plait mal e sobrier
- Aissi com cel qu'es en mal seignoratge
- Aissi com cel qu'om men' al jutjamen[17]
- Ara pot madomna saber[18]
- Cel qi qier cosseil e·l cre
- Mos sens e ma conoissensa

#### Cobla esparsa
- Seigner, s'aguessetz regnat

#### Satira
- L'autre jorn m'en pogei el cel

#### Sirventes
- Amics Robertz, fe que dei vos
- Be·m enuejan, per saint Marsal
- Be·m enueja per saint Salvaire
- Be·m (Fort m') enoja, s'o auzes dire
- Mout me platz deportz e guayeza
- Pois Peire d'Alvergn' a chantat

#### Tensosimmaginarie
- Autra vetz fui a parlamen
- L'autrier fui en paradis
- Manens et frairis foron compaigno

#### Componimenti contesi ad altri trovatori
- Ades on plus viu, mais apren[19] (canso di Gui d'Ussel)
- Aissi quon hom que senher ochaizona[20] (canso di Berenguier de Palazol)
- Car no m'abellis solatz[21] (canso di Jausbert de Puycibot)
- Gasc, pecs, laitz joglars e fers[22] (sirventes di Jausbert de Puycibot)
- Per mantener joi e can e solatz (canso di Elias Cairel)
- S'ieu vos voill tan gent lauzar[23] (canso di Jausbert de Puycibot)